# Obervellach
Obervellach (slovenska: Zgornja Bela) är en köpingskommun i förbundslandet Kärnten i Österrike. Kommunen har 2 186 invånare (2024).
Kommunen består av 19 orter (Ortschaften) (inom parentes invånarantal 1 januari 2024):

- Dürnvellach (181)
- Kaponig (7)
- Lassach Schattseite (32)
- Lassach Sonnseite (30)
- Leutschach (8)
- Obergratschach (6)
- Obervellach (635)
- Obervellach-West (76)
- Oberwolliggen (5)
- Pfaffenberg (56)
- Raufen (5)
- Räuflach (322)
- Semslach (306)
- Stallhofen (193)
- Stampf (5)
- Söbriach (139)
- Untergratschach (131)
- Untervocken (42)
- Unterwolliggen (7)